# یاتا نو کاگامی

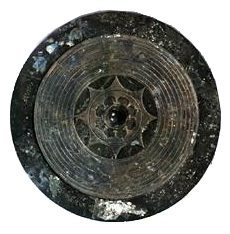

یاتا نو کاگامی (به ژاپنی: 八咫鏡 Yata no Kagami) با معنای تحت‌الفظی آینه‌هشت تا(تا، واحد اندازه‌گیری قطر)، اشاره به یکی از سه گنجینه مقدس ژاپن دارد. بنابر گفته‌ها این آینه در معبد ایسه در استان میه ژاپن نگهداری می‌شود هر چند به علت عدم دسترسی عمومی صحت و سقم آن مشخص نیست. یاتا نو کاگامی بسته به منبع نشان دهنده «حکمت» یا «صداقت» است. آینه‌ها در فرهنگ ژاپن باستان حقیقت را به تصویر می‌کشند زیرا آنها صرفاً منعکس کننده آنچه نشان داده شده بودند و مایه بسیاری از عرفان و احترام بودند.